# Pavillon d'information touristique de Thunder Bay
Le pavillon d'information touristique de Thunder Bay, construit en 1909, est un ancien bureau de tourisme dans le quartier port Arthur (en) à Thunder Bay en Ontario.
Situé au 164 rue Arthur, ce kiosque d'information a été reconnu lieu historique national du Canada en 1986. Il a été désigné bien patrimonial par la ville de Thunder Bay en 1979. En 1992, la fiducie du patrimoine ontarien étasblie une servitude de protection sur l'édifice.
La structure hexagonale a été conçue par l'architecte H. Russell Halton. Elle est entourée d'une véranda, et dispose d'un toit en forme de pagode surmonté d’une coupole. L'entrée à un fronton surmontée d’une gravure de castor.
Le pavillon a été utilisé jusqu'en 1986, puis rouvert plus tard en tant que site historique.